# 菲律宾毒品战争

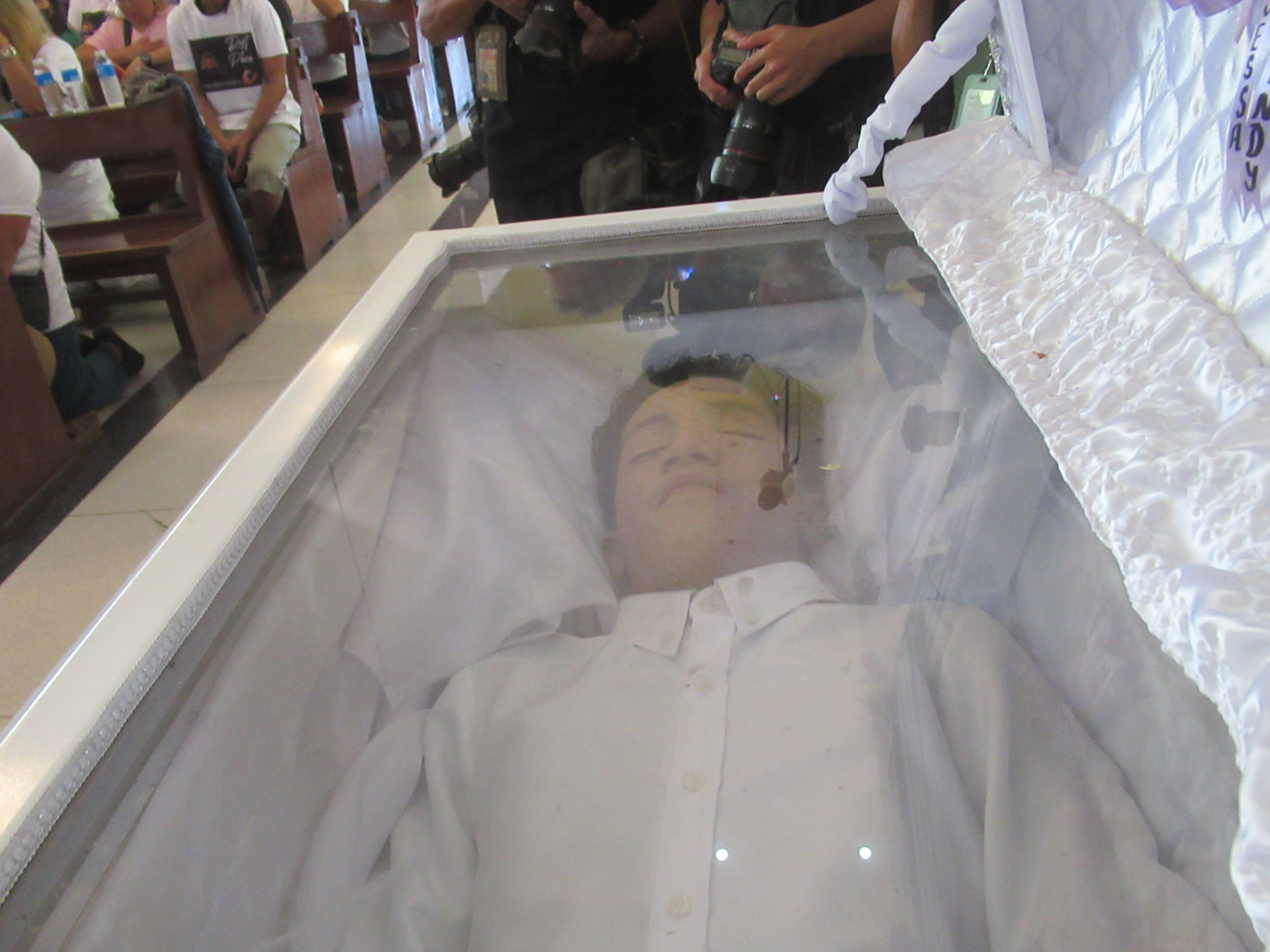
在毒品戰爭中的遇害者在納沃塔斯的教堂舉行喪禮

菲律宾毒品战争是菲律賓总统罗德里戈·杜特尔特执政期间发起的禁毒运动 ，儘管大規模執法，然而有不少人遭到法外处决，在各城市不斷有人遭到身份不明的槍手槍殺，以至殺害無辜，合法性備受質疑。2022年，人权组织估计，12.000-30,000名平民在菲律賓毒品戰爭中丧生。 小费迪南德·马科斯當選總統後，表示會继续开展禁毒运动，不過他表示他會将重点放在毒品预防和戒毒上。 